# Йоан IV (папа)
Вижте пояснителната страница за други личности с името Йоан IV.
Йоан IV (на латински: Johannes PP. IV) е избран за римски папа след четиримесечно sede vacante на 24 декември 640 г.
Умира от рак. Погребан е в базиликата Св. Петър в Рим.